# Arkansas River
Arkansas River är en 2 333 kilometer, varav cirka 800 är segelbara, lång högerbiflod till Mississippi på dess västra sida. Den är därmed den fjärde längsta floden i USA och rinner genom staterna Colorado, Kansas, Oklahoma och Arkansas huvudsakligen i östlig och sydostlig riktning. Den har ett avrinningsområde på cirka 505 000 km².

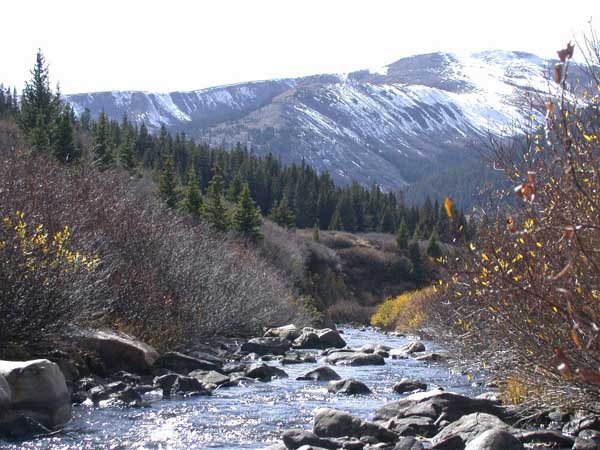
Arkansas River nära Leadville, Colorado.